# Hornorakouský zemský sněm
Hornorakouský zemský sněm (německy Oberösterreichischer Landtag) je volený zákonodárný sbor v spolkové zemi Horní Rakousy v Rakousku. Vznikl z historického stavovského shromáždění. Jeho počátek se datuje do roku 1408. Od roku 1861 šlo o volené parlamentní těleso. Za Rakouska-Uherska byl jedním ze zemských sněmů Předlitavska. A zachován zůstal i po zániku monarchie v meziválečné i poválečné republice.
Má 56 poslanců. Je volen na funkční období pěti let (aktuální složení určily zemské volby v Horních Rakousích v roce 2021). Sněm má zákonodárnou pravomoc na zemské úrovni, dále volí a kontroluje zemskou vládu v čele se zemským hejtmanem a schvaluje zemský rozpočet.